# Абдельрахман, Мохамед
Аль-Гарбаль Мохамед Абдельрахман Юсеф Ягуб (англ. Al-Gharbal Muhamed Abdelrahman Yousef Yagoub; род. 10 июля 1993, Омдурман, Хартум) — суданский футболист, нападающий клуба «Аль-Хиляль» (Омдурман). Выступал за сборную Судана.
Его брат, Айман Абдельрахман (род. 1994), также является профессиональным футболистом.

## Клубная карьера
Профессиональную карьеру начал в клубах Омдурмана — «Бейт аль-Мал» (2009—2010), «Аль-Хиляль» (2010—2016) и «Аль-Меррейх». Становился чемпионом Судана в 2012, 2014 и 2016 годах.
В 2020 году его контракт был выкуплен алжирским клубом «Бордж-Бу-Арреридж» за 1 миллион долларов — это стало рекордной суммой в истории суданского футбола. Однако закрепиться в основном составе Абдельрахману не удалось: он провёл всего 6 матчей в чемпионате Алжира и забил 2 мяча.
Позже он вернулся на родину, вновь присоединившись к «Аль-Хилялю». По итогам сезона 2024/25 стал лучшим бомбардиром команды в Лиге чемпионов КАФ, забив 4 гола и помог команде дойти до четвертьфинала. Является капитаном команды.

## Карьера в сборной
В составе национальной сборной Судана дебютировал 19 августа 2017 года в матче против Эфиопии. Участвовал в отборочных циклах Кубка африканских наций и чемпионата мира.
В 2021 году принял участие в финальной стадии Кубка африканских наций, где сыграл в матчах против сборных Гвинеи-Бисау (0:0) и Египта (0:1). Также выступал на Арабском кубке 2021 года в Катаре и на чемпионате африканских наций 2022 года в Алжире.